# 華勒斯巨蜂
華萊士巨蜂（學名：Megachile pluto），是全球已知的體型最大蜜蜂種。1859年由博物学家阿爾弗雷德．羅素．華萊士（Alfred Russel Wallace）记录，在1981年，昆蟲學家亞當．梅賽爾（Adam Messer）再度发现華勒斯巨蜂。然後又銷聲匿跡到2018年在eBay有人拍賣收集到的標本，2019年首隻活體雌性華勒斯巨蜂被錄影到。

## 描述

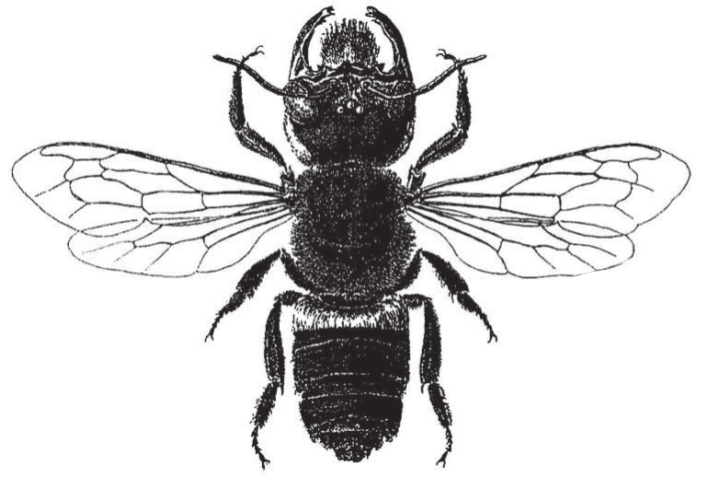
雌蜂

華勒斯巨蜂為黑色的切葉蜂，並具有發展完整的大顎。牠們有明顯的兩性異形，雌蜂體長可達 38 mm（1.5英寸），翼展可超過 63.5 mm（2.5英寸）；而雄蜂的體長僅有約 23 mm（0.9英寸），且僅有雌蜂具有大顎。華勒斯巨蜂被認為是目前已知現存體型最大的蜜蜂，和人類的拇指長度相當。除了巨大的體型及大顎之外，腹部上的白環也是華勒斯巨蜂極明顯的特徵.。

## 棲息與分布地區
華勒斯巨蜂僅有在印度尼西亞北馬魯古省的三座島上發現：巴占群島、哈馬黑拉島及蒂多雷。目前對華勒斯巨蜂棲息環境的研究仍然不多，但多半認為牠們僅會出沒於低地森林之中。不過現今大多林地都已被開發並用來種植油棕，也因此華勒斯巨蜂被國際自然保護聯盟列為是易危物種。